# Campylium squarrosulum
Campylium squarrosulum är en bladmossart som beskrevs av Hiroshi Kanda 1975 [1976. Campylium squarrosulum ingår i släktet spärrmossor, och familjen Amblystegiaceae. Inga underarter finns listade i Catalogue of Life.